# Ilene Woods
Jacqueline Ruth Ilene Woods (* 5. Mai 1929 in Portsmouth, New Hampshire; † 1. Juli 2010 in Canoga Park, Los Angeles, Kalifornien) war eine US-amerikanische Sängerin und Synchronsprecherin.

## Leben
Woods wollte ursprünglich Lehrerin werden, wurde von ihrer Mutter jedoch konsequent ins Showbusiness eingeführt. Im Alter von elf Jahren trat sie erstmals in einer eigenen Radioshow bei einem lokalen Rundfunksender in ihrer Heimatstadt auf. 1944, im Alter von 15 Jahren, erhielt sie ihre eigene wöchentliche Radioshow, The Ilene Woods Show, bei ABC Network in New York.
Während des Zweiten Weltkriegs ging sie mit Paul Whiteman und dem United States Air Force Orchestra auf Tournee und trat gemeinsam mit anderen Stars bei Werbeveranstaltungen zur Zeichnung von Kriegsanleihen auf. Im Rahmen der Truppenbetreuung sang sie vor Soldaten an verschiedenen Truppenstützpunkten und in Krankenhäusern. Aufgrund ihrer Auftritte, unter anderem für die Wohltätigkeitsorganisation United Service Organizations, wurde sie von US-Präsident Franklin D. Roosevelt eingeladen, um bei seiner privaten Weihnachtsfeier in seinem Anwesen in Hyde Park zu singen. Für US-Präsident Harry S. Truman sang sie auch im Weißen Haus.
1948 nahm sie, auf Anregung der beiden Songwriter Mack David und Jerry Livingston, mehrere Lieder als Probeaufnahmen für einen geplanten Walt-Disney-Film auf, unter anderem die Songs Bibbidi-Bobbidi-Boo, A Dream Is a Wish Your Heart Makes, welches im Oktober 2023 in den USA mit einer Platin-Schallplatte geehrt wurde und So This is Love. Ausgewählt aus fast 400 Mitbewerberinnen, erhielt Woods 1950 die Titelrolle in dem Walt-Disney-Zeichentrickfilm Cinderella. Sie übernahm dabei sowohl die Sprechstimme als auch die Gesangsrolle von Aschenputtel.
Nach ihrem Erfolg in Cinderella wandte sich Woods dem Fernsehen zu und trat unter anderem in der Steve Allen Show, der Garry Moore Show, in der Perry Como Show und in der Arthur Godfrey and His Friends-Show auf. 2001 trat Woods nochmal anlässlich des 50-jährigen Filmjubiläums bei einem Cinderella-Ball in Disneyland auf. 2002 trat sie in Knoxville gemeinsam mit Mary Costa, der Synchronstimme der Titelrolle des legendären Walt-Disney-Animationsfilms Dornröschen, bei einem Cinderella-Jubiläumsball zugunsten der amerikanischen Wohltätigkeitsorganisation Childhelp auf.
2003 erhielt sie den Disney Legends Award für ihre Rolle in Cinderella.
Ab 1985 betätigte sich Woods auch als Porträtmalerin, insbesondere von Kinderporträts. Woods zwar zweimal verheiratet. Aus ihrer kurzen ersten Ehe stammt eine Tochter. 1963 heiratete sie Ed Shaughnessy, den Schlagzeuger der Tonight Show, mit dem sie bis zu ihrem Tod verheiratet war. Aus dieser Ehe gingen zwei Söhne hervor. Woods starb in einem Pflegeheim in Canoga Park an den Folgen ihrer Alzheimer-Krankheit.

## Filmografie
- 1950: Cinderella